# Olympische Sommerspiele 1952/Rudern – Achter
Der Ruder-Achter der Männer bei den Olympischen Sommerspielen 1952 fand vom 20. bis 23. Juli in der Bucht Seurasaarenselkä statt.

## Ergebnisse

### Viertelfinale

#### Lauf 1
| Rang | Nation      | Athleten | Zeit       | Qualifikation |
| ---- | ----------- | --- | ---------- | ------------- |
| 1    | Jugoslawien | Ladislav Matetić, Branko Belačić, Vladimir Horvat, Vojko Šeravić, Karlo Pavlenč, Boris Beljak, Stanko Despot, Drago Husjak, Zdenko Bego (Steuermann)        | 6:06,9 min | Halbfinale    |
| 2    | Australien  | Bob Tinning, Ernest Chapman, Nimrod Greenwood, David Anderson, Geoff Williamson, Mervyn Finlay, Edward Pain, Phil Cayzer, Tom Chessell (Steuermann)         | 6:07,2 min | Halbfinale    |
| 3    | Rumänien    | Iosif Bergesz, Milivoi Iancovici, Ștefan Konyelicska, Gheorghe Măcinic, Ion Niga, Ștefan Pongratz, Alexandru Rotaru, Ștefan Somogy, Ion Vlăduț (Steuermann) | 6:23,0 min | Hoffnungslauf |
| 4    | Kanada      | Ted Chilcott, Jack Taylor, Bo Westlake, Frank Young, John Sharp, Mervin Kaye, Jack Russell, George McCauley, Norm Rowe (Steuermann)                         | 6:26,5 min | Hoffnungslauf |
| 5    | Finnland    | Tor Lundsten, Birger Andersson, Eero Lehtovirta, Yrjö Hakoila, Antti Arell, Harry Wikman, Esko Lyytikkä, Klaus Lampi, Toivo Räsänen (Steuermann)            | 6:28,5 min | Hoffnungslauf |

#### Lauf 2
| Rang | Nation             | Athleten | Zeit       | Qualifikation |
| ---- | ------------------ | --- | ---------- | ------------- |
| 1    | Vereinigte Staaten | Frank Shakespeare, William Fields, James Dunbar, Richard Murphy, Robert Detweiler, Henry Proctor, Wayne Frye, Edward Stevens, Charles Manring (Steuermann)        | 6:09,0 min | Halbfinale    |
| 2    | Großbritannien     | David Macklin, Alastair MacLeod, Nicholas Clack, Roger Sharpley, Edward Worlidge, Charles Lloyd, William Windham, David Jennens, John Hinde (Steuermann)          | 6:15,1 min | Halbfinale    |
| 3    | BR Deutschland     | Anton Reinartz, Michael Reinartz, Roland Freihoff, Heinz Zünkler, Peter Betz, Stefan Reinartz, Hans Betz, Anton Siebenhaar, Hermann Zander (Steuermann)           | 6:18,7 min | Hoffnungslauf |
| 4    | Schweden           | Lennart Andersson, Frank Olsson, John Niklasson, Gösta Adamsson, Ivan Simonsson, Ragnar Ek, Thore Börjesson, Rune Andersson, Sture Baatz (Steuermann)             | 6:24,3 min | Hoffnungslauf |
| 5    | Portugal           | Felisberto Fortes, Albino Simões Neto, Manuel Regala, João Cravo, João Alberto Lemos, Carlos da Benta, João da Paula, Zacarias Andias, José Pinheiro (Steuermann) | 6:30,8 min | Hoffnungslauf |

#### Lauf 3
| Rang | Nation      | Athleten | Zeit       | Qualifikation |
| ---- | ----------- | --- | ---------- | ------------- |
| 1    | Sowjetunion | Jewgeni Brago, Wladimir Rodimuschkin, Alexei Komarow, Igor Borissow, Slawa Amiragow, Leonid Gissen, Jewgeni Samsonow, Wladimir Krjukow, Igor Poljakow (Steuermann)    | 6:10,2 min | Halbfinale    |
| 2    | Ungarn      | István Sándor, Csaba Kovács, Miklós Zágon, Tibor Nádas, Rezső Riheczky, Pál Bakos, László Marton, Béla Zsitnik, Róbert Zimonyi (Steuermann)                           | 6:13,6 min | Halbfinale    |
| 3    | Italien     | Albino Baldan, Savino Dalla Puppa, Alberto Bozzato, Ferdinando Smerghetto, Montanino Nuvoli, Dino Nardin, Ottorino Enzo, Piero Attorrese, Sergio Ghiatto (Steuermann) | 6:17,0 min | Hoffnungslauf |
| 4    | Dänemark    | Bjørn Stybert, Preben Hoch, Mogens Snogdahl, Jørn Snogdahl, Helge Muxoll Schrøder, Björn Brönnum, Leif Hermansen, Ole Scavenius Jensen, John Vilhelmsen (Steuermann)  | 6:17,9 min | Hoffnungslauf |

#### Hoffnungslauf

##### Hoffnungslauf 1
| Rang | Nation   | Athleten | Zeit       | Qualifikation |
| ---- | -------- | --- | ---------- | ------------- |
| 1    | Dänemark | Bjørn Stybert, Preben Hoch, Mogens Snogdahl, Jørn Snogdahl, Helge Muxoll Schrøder, Björn Brönnum, Leif Hermansen, Ole Scavenius Jensen, John Vilhelmsen (Steuermann) | 6:17,8 min | Halbfinale    |
| 2    | Rumänien | Iosif Bergesz, Milivoi Iancovici, Ștefan Konyelicska, Gheorghe Măcinic, Ion Niga, Ștefan Pongratz, Alexandru Rotaru, Ștefan Somogy, Ion Vlăduț (Steuermann)          | 6:20,7 min |               |
| 3    | Portugal | Felisberto Fortes, Albino Simões Neto, Manuel Regala, João Cravo, João Alberto Lemos, Carlos da Benta, João da Paula, Zacarias Andias, José Pinheiro (Steuermann)    | 6:25,3 min |               |

##### Hoffnungslauf 2
| Rang | Nation         | Athleten | Zeit       | Qualifikation |
| ---- | -------------- | --- | ---------- | ------------- |
| 1    | BR Deutschland | Anton Reinartz, Michael Reinartz, Roland Freihoff, Heinz Zünkler, Peter Betz, Stefan Reinartz, Hans Betz, Anton Siebenhaar, Hermann Zander (Steuermann)               | 6:15,1 min | Halbfinale    |
| 2    | Italien        | Albino Baldan, Savino Dalla Puppa, Alberto Bozzato, Ferdinando Smerghetto, Montanino Nuvoli, Dino Nardin, Ottorino Enzo, Piero Attorrese, Sergio Ghiatto (Steuermann) | 6:15,8 min |               |
| 3    | Finnland       | Tor Lundsten, Birger Andersson, Eero Lehtovirta, Yrjö Hakoila, Antti Arell, Harry Wikman, Esko Lyytikkä, Klaus Lampi, Toivo Räsänen (Steuermann)                      | 6:28,4 min |               |

##### Hoffnungslauf 3
Der Abstand beider Boote war so gering, dass auch das Zielfoto keinen Sieger ausmachen konnte. Beide Boote erreichten das Halbfinale.
| Rang | Nation   | Athleten | Zeit       | Qualifikation |
| ---- | -------- | --- | ---------- | ------------- |
| 1    | Kanada   | Ted Chilcott, Jack Taylor, Bo Westlake, Frank Young, John Sharp, Mervin Kaye, Jack Russell, George McCauley, Norm Rowe (Steuermann)                   | 6:25,9 min | Halbfinale    |
| 1    | Schweden | Lennart Andersson, Frank Olsson, John Niklasson, Gösta Adamsson, Ivan Simonsson, Ragnar Ek, Thore Börjesson, Rune Andersson, Sture Baatz (Steuermann) | 6:25,9 min | Halbfinale    |

### Halbfinale

#### Lauf 1
| Rang | Nation         | Athleten | Zeit       | Qualifikation |
| ---- | -------------- | --- | ---------- | ------------- |
| 1    | Großbritannien | David Macklin, Alastair MacLeod, Nicholas Clack, Roger Sharpley, Edward Worlidge, Charles Lloyd, William Windham, David Jennens, John Hinde (Steuermann) | 6:32,4 min | Finale        |
| 2    | Jugoslawien    | Ladislav Matetić, Branko Belačić, Vladimir Horvat, Vojko Šeravić, Karlo Pavlenč, Boris Beljak, Stanko Despot, Drago Husjak, Zdenko Bego (Steuermann)     | 6:33,5 min | Hoffnungslauf |
| 3    | Ungarn         | István Sándor, Csaba Kovács, Miklós Zágon, Tibor Nádas, Rezső Riheczky, Pál Bakos, László Marton, Béla Zsitnik, Robert Zimonyi (Steuermann)              | 6:37,4 min | Hoffnungslauf |

#### Lauf 2
| Rang | Nation             | Athleten | Zeit       | Qualifikation |
| ---- | ------------------ | --- | ---------- | ------------- |
| 1    | Vereinigte Staaten | Frank Shakespeare, William Fields, James Dunbar, Richard Murphy, Robert Detweiler, Henry Proctor, Wayne Frye, Edward Stevens, Charles Manring (Steuermann)         | 6:32,1 min | Finale        |
| 2    | Sowjetunion        | Jewgeni Brago, Wladimir Rodimuschkin, Alexei Komarow, Igor Borissow, Slawa Amiragow, Leonid Gissen, Jewgeni Samsonow, Wladimir Krjukow, Igor Poljakow (Steuermann) | 6:44,0 min | Hoffnungslauf |
| 3    | Australien         | Bob Tinning, Ernest Chapman, Nimrod Greenwood, David Anderson, Geoff Williamson, Mervyn Finlay, Edward Pain, Phil Cayzer, Tom Chessell (Steuermann)                | 6:44,5 min | Hoffnungslauf |

#### Hoffnungslauf

##### Hoffnungslauf 1
| Rang | Nation      | Athleten | Zeit       | Qualifikation |
| ---- | ----------- | --- | ---------- | ------------- |
| 1    | Australien  | Bob Tinning, Ernest Chapman, Nimrod Greenwood, David Anderson, Geoff Williamson, Mervyn Finlay, Edward Pain, Phil Cayzer, Tom Chessell (Steuermann)   | 6:09,6 min | Finale        |
| 2    | Jugoslawien | Ladislav Matetić, Branko Belačić, Vladimir Horvat, Vojko Šeravić, Karlo Pavlenč, Boris Beljak, Stanko Despot, Drago Husjak, Zdenko Bego (Steuermann)  | 6:12,0 min |               |
| 3    | Schweden    | Lennart Andersson, Frank Olsson, John Niklasson, Gösta Adamsson, Ivan Simonsson, Ragnar Ek, Thore Börjesson, Rune Andersson, Sture Baatz (Steuermann) | 6:28,1 min |               |

##### Hoffnungslauf 2
| Rang | Nation      | Athleten | Zeit       | Qualifikation |
| ---- | ----------- | --- | ---------- | ------------- |
| 1    | Sowjetunion | Jewgeni Brago, Wladimir Rodimuschkin, Alexei Komarow, Igor Borissow, Slawa Amiragow, Leonid Gissen, Jewgeni Samsonow, Wladimir Krjukow, Igor Poljakow (Steuermann)   | 6:10,6 min | Finale        |
| 2    | Ungarn      | István Sándor, Csaba Kovács, Miklós Zágon, Tibor Nádas, Rezső Riheczky, Pál Bakos, László Marton, Béla Zsitnik, Róbert Zimonyi (Steuermann)                          | 6:15,4 min |               |
| 3    | Dänemark    | Bjørn Stybert, Preben Hoch, Mogens Snogdahl, Jørn Snogdahl, Helge Muxoll Schrøder, Björn Brönnum, Leif Hermansen, Ole Scavenius Jensen, John Vilhelmsen (Steuermann) | 6:16,0 min |               |

##### Hoffnungslauf 3
| Rang | Nation         | Athleten | Zeit       | Qualifikation |
| ---- | -------------- | --- | ---------- | ------------- |
| 1    | BR Deutschland | Anton Reinartz, Michael Reinartz, Roland Freihoff, Heinz Zünkler, Peter Betz, Stefan Reinartz, Hans Betz, Anton Siebenhaar, Hermann Zander (Steuermann) | 6:19,3 min | Finale        |
| 2    | Kanada         | Ted Chilcott, Jack Taylor, Bo Westlake, Frank Young, John Sharp, Mervin Kaye, Jack Russell, George McCauley, Norm Rowe (Steuermann)                     | 6:24,8 min |               |

### Finale
| Rang | Nation             | Athleten | Zeit       |
| ---- | ------------------ | --- | ---------- |
| 1    | Vereinigte Staaten | Frank Shakespeare, William Fields, James Dunbar, Richard Murphy, Robert Detweiler, Henry Proctor, Wayne Frye, Edward Stevens, Charles Manring (Steuermann)         | 6:25,9 min |
| 2    | Sowjetunion        | Jewgeni Brago, Wladimir Rodimuschkin, Alexei Komarow, Igor Borissow, Slawa Amiragow, Leonid Gissen, Jewgeni Samsonow, Wladimir Krjukow, Igor Poljakow (Steuermann) | 6:31,2 min |
| 3    | Australien         | Bob Tinning, Ernest Chapman, Nimrod Greenwood, David Anderson, Geoff Williamson, Mervyn Finlay, Edward Pain, Phil Cayzer, Tom Chessell (Steuermann)                | 6:33,1 min |
| 4    | Großbritannien     | David Macklin, Alastair MacLeod, Nicholas Clack, Roger Sharpley, Edward Worlidge, Charles Lloyd, William Windham, David Jennens, John Hinde (Steuermann)           | 6:34,8 min |
| 5    | BR Deutschland     | Anton Reinartz, Michael Reinartz, Roland Freihoff, Heinz Zünkler, Peter Betz, Stefan Reinartz, Hans Betz, Anton Siebenhaar, Hermann Zander (Steuermann)            | 6:42,8 min |